# 卞聶爾
卞聶爾 PC （1963年1月18日—），加拿大政治人物，是聯邦人民黨的創始人和黨魁。卞聶爾曾是聯邦保守黨的黨員，於2018年離開黨團創立人民黨。2006年至2019年間，他是博斯的國會議員，并在哈珀政府擔任過不同的內閣閣員。
在從政之前，卞聶爾曾在法律、金融和銀行業工作。他在2006年聯邦大選中作為保守黨的候選人在他父親曾經代表過的博斯選區當選。卞聶爾在史蒂芬·哈珀總理的內閣中曾擔任多項職務。他從2006年到2007年擔任工業部長，之後晉升為外交部長，直到2008年因未能防止機密文件被流出而辭職。他繼續擔任後座議員，直到他在2011年被任命为小企業與旅遊業國務部長。儘管保守黨在2015年聯邦大選中敗於小杜魯多帶領的自由黨，卞聶爾仍順利連任。
卞聶爾在2017年的黨魁選舉中競逐保守黨黨魁一職。在首12輪投票都領先最終贏家安德魯·熙爾之後，他在第13輪投票中以超過49%的得票率位居第二。15個月後，即2018年8月，卞聶爾以與熙爾的領導層存在分歧為由，退出了加拿大保守黨並創建了右翼民粹主義的人民黨。他在2019年聯邦大選中輸給了保守黨的Richard Lehoux，失去了議會席位，也結束了人民黨的議會代表權。卞聶爾後來參加了2020年10月的約克中心選區補選，但以3.56%的得票率輸給了自由黨候選人Ya'ara Saks。他在2021年聯邦大選中在博斯選區中再次敗於保守黨候選人Richard Lehoux。2023年5月，卞聶爾宣佈競逐曼尼托巴省農村地區的波蒂奇一利斯加選區補選，因為在2021大選中人民黨於此選區表現甚好位居第二僅次於保守黨，他希望可以用自己黨魁的身份加持贏取此選區。儘管如此，在6月19日的補選中保守黨候選人Branden Leslie輕鬆擊敗了他。
卞聶爾在加拿大乳製品行業的供應管理和政府對體育場的補貼等問題上採取了經濟自由主義的立場，也就是反對這些。他反對不受控的大規模移民，支持廢除《多元文化法令》，並反對氣候變化的科學共識。在加拿大COVID-19大流行期間，他反對疫苗強制令、口罩強制令等公共衛生措施，並參加了許多反封鎖抗議活動；他因在曼尼托巴省的一次集會上違反公共衛生命令而被捕。

## 作品
- Bernier, Maxime. . VARIA. 2003. ISBN 978-2922245882.
- Doing Well and Doing Better: Health Services Provided to Canadian Forces Personnel with an Emphasis on Post-traumatic Stress Disorder : Report of the Standing Committee on National Defence
- Canada's Arctic Sovereignty: Report of the Standing Committee on National Defence
- Doing Politics Differently: My Vision for Canada – Chapter 5 "Live or die with supply management"[6]

## 笔记
1. ↑  此職位在2008至2013年間被稱為「小企業和旅遊業國務部長」